# Il commissario Corso
Il commissario Corso è una serie televisiva poliziesca italiana del 1991, con protagonista Diego Abatantuono, diretta da Alberto Sironi nella prima stagione e da Gianni Lepre nella seconda stagione. Fa parte di una co-produzione europea: una serie madre intitolata Eurocops che incorpora anche altre stagioni di altre produzioni poliziesche di nazioni europee.
In totale Il commissario Corso conta due stagioni, e tredici episodi trasmessi fra il 1991 ed il 1992 da Rai Due.
In un'intervista concessa anni dopo da Abatantuono a TV Sorrisi e canzoni, in occasione della programmazione della fiction televisiva Il giudice Mastrangelo, l'attore dichiarò che considerava Il commissario Corso cosa non degna di nota, ritenendo invece Il giudice Mastrangelo il suo vero debutto in una serie televisiva.

## Episodi
| Nº | Titolo                        | Prima TV Italia  |
| -- | ----------------------------- | ---------------- |
| 1  | Piccoli angeli                | 14 dicembre 1991 |
| 2  | Notte di luna                 | 21 dicembre 1991 |
| 3  | Stelle cadenti                | 28 dicembre 1991 |
| 4  | Nel cuore della notte         | 4 gennaio 1992   |
| 5  | L'ultima partita              | 11 gennaio 1992  |
| 6  | Dieci giorni tutto compreso   | 18 gennaio 1992  |
| 7  | Senza prove                   | 25 gennaio 1992  |
| 8  | L'ostaggio                    | 1º febbraio 1992 |
| 9  | Spareggio con l'assassino     | 8 febbraio 1992  |
| 10 | La sfida                      | 15 febbraio 1992 |
| 11 | La Via Lattea                 | 22 febbraio 1992 |
| 12 | Patto con la morte (parte I)  | 29 febbraio 1992 |
| 13 | Patto con la morte (parte II) | 7 marzo 1992     |